# ヒュンダイ・マトリックス
マトリックス (Matrix) は現代自動車が2001年から2010年まで製造・販売していた5人乗りトールワゴンである。韓国と台湾ではラヴィータ (Lavita) 、オーストラリアではエラントラ・ラヴィータ (Elantra Lavita) の車名で販売されていた。

## 概要
XD型エラントラのプラットフォームをベースに開発された。全長はエラントラから大幅に短縮されて4mを僅かに越える程度となっている。スタイリングはピニンファリーナによって手がけられ、内装はダッシュボードにセンターメーターが採用された。
エンジンは1.6L 103ps、1.8L 123ps、1.5L CRDi 110psの3種類。トランスミッションは5速MTと4速ATの2種類であった。
2005年に最初のフェイスリフトが行われた。
韓国では2007年に製造・販売が打ち切られ、ヨーロッパ向けはヒュンダイ・アッサン（トルコ）のイズミット工場に生産が移管された。
2度目のフェイスリフトモデルは2008年3月のジュネーヴモーターショーで発表された。フロントマスクがFD型i30に似たものに一新され、Cピラーから後ろのウインドウの段差を隠す処理が加わった。
マトリックスの生産は2010年に終了し、代わって2011年初からチェコ生産のix20が発売が開始された。
マレーシアではイノコムが自社ブランド車として組立販売を行っていた。

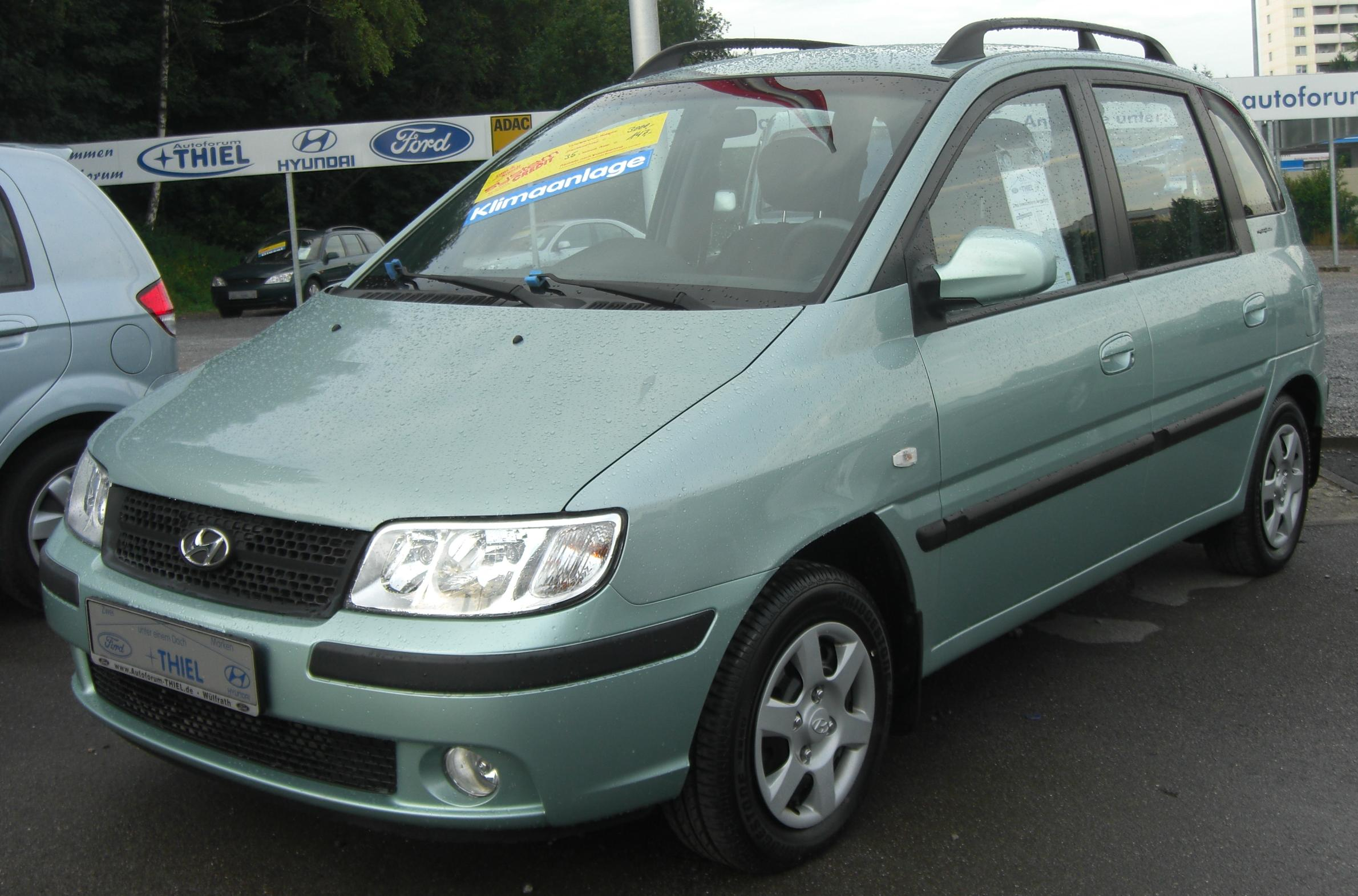
中期型（フロント）
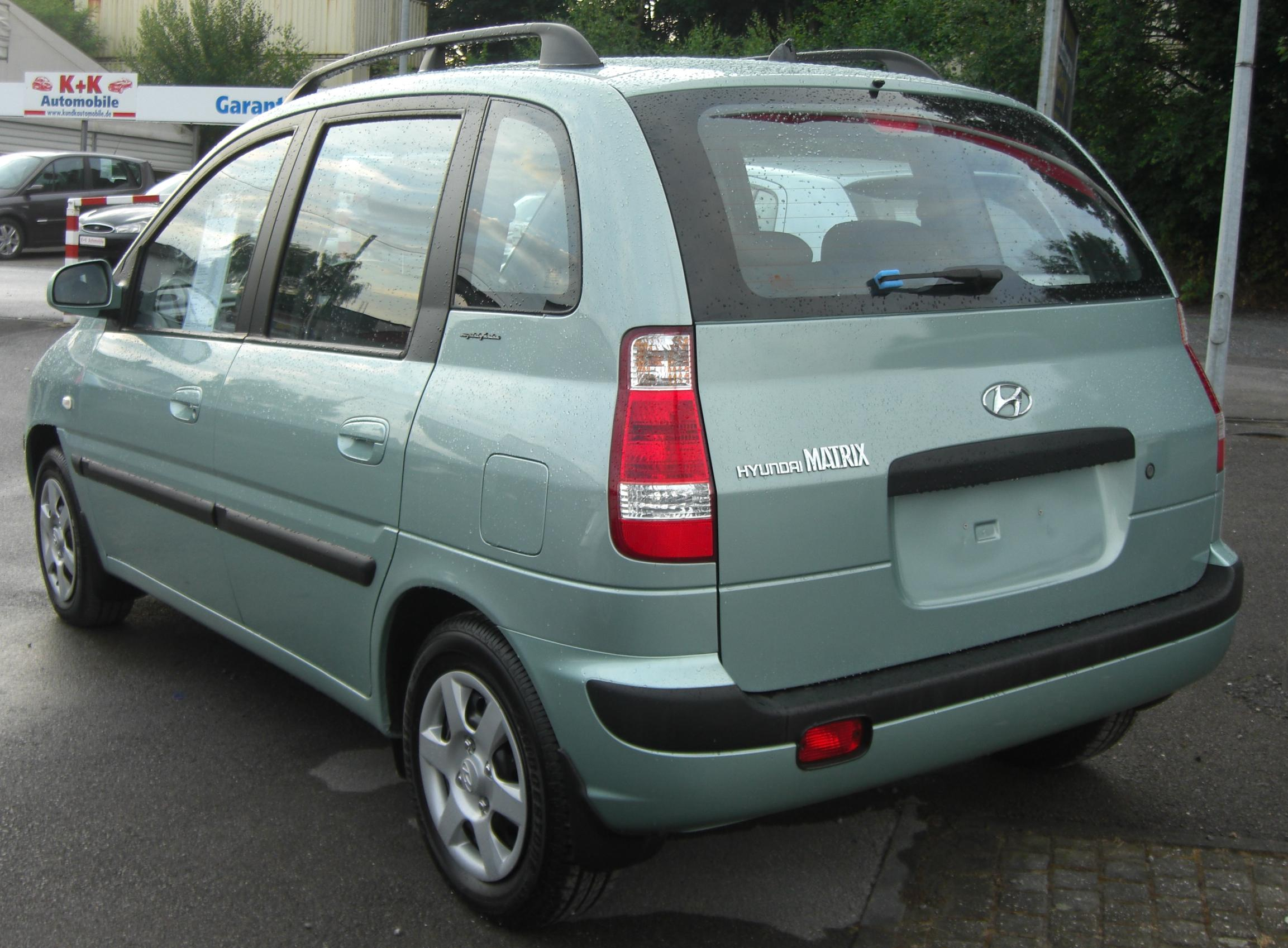
中期型（フロント）
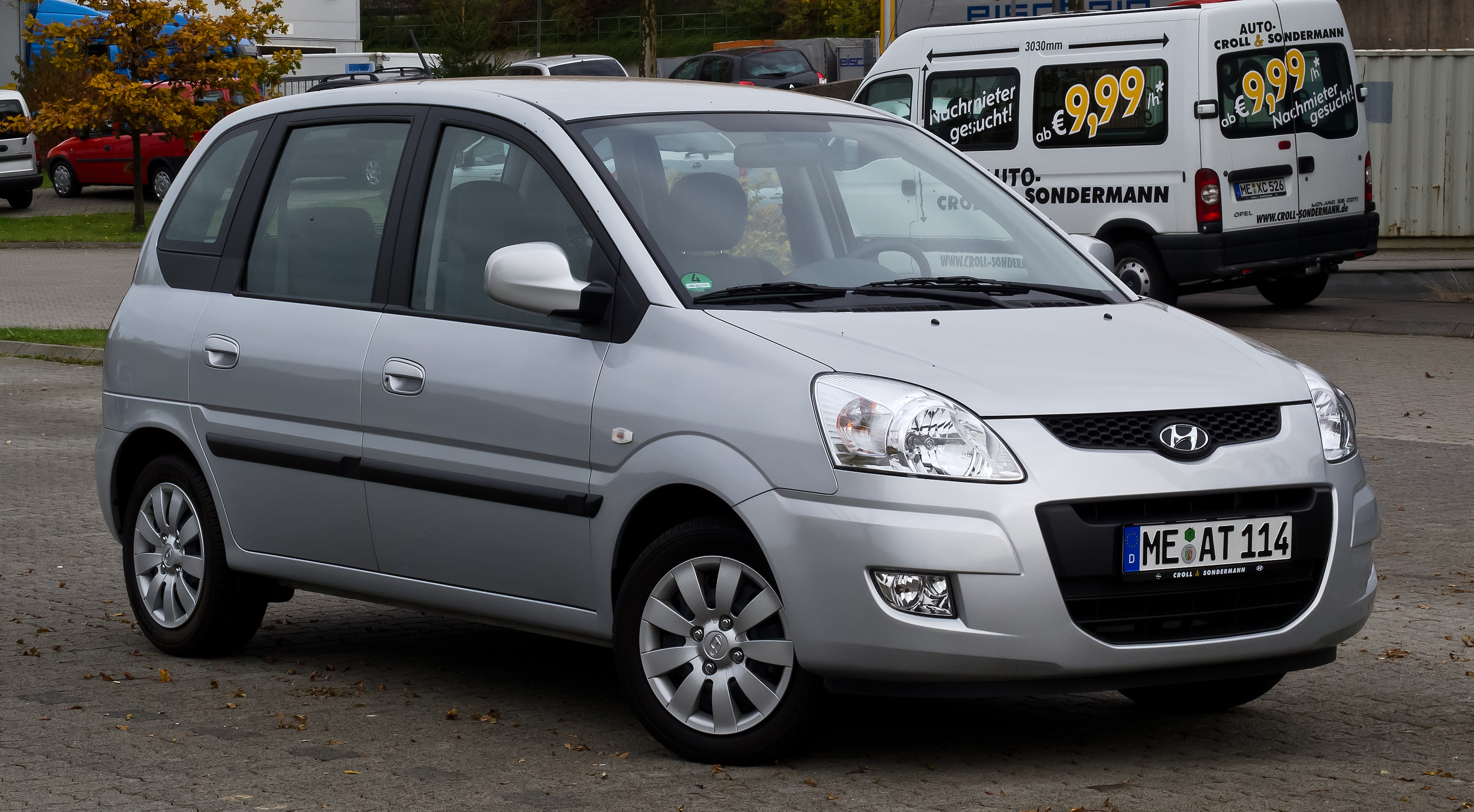
後期型（フロント）
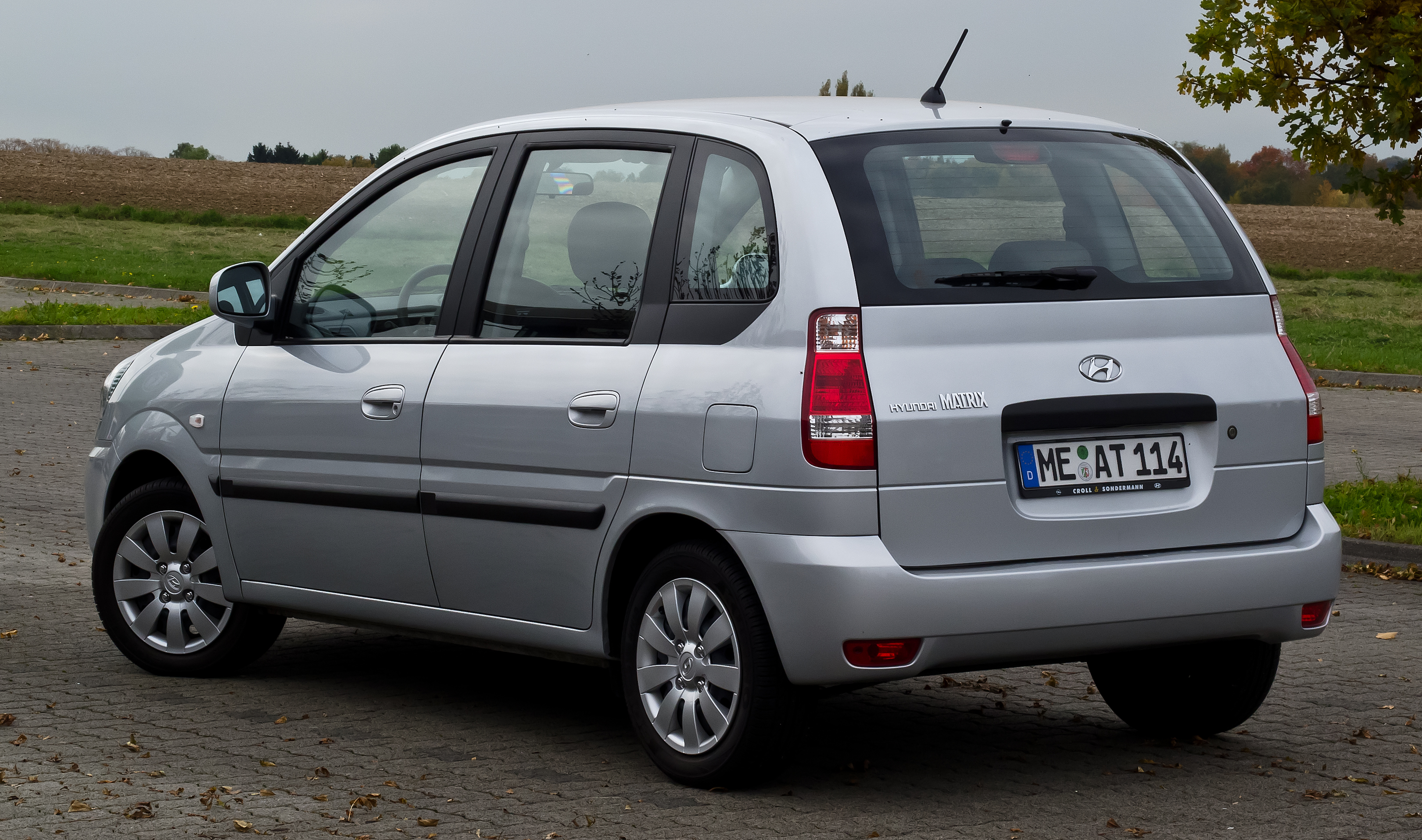
後期型（フロント）